# Gare de Zwankendamme
La gare de Zwankendamme (en néerlandais : station Zwankendamme) est une gare ferroviaire belge, fermée et disparue, de la ligne 51A, de Y Blauwe Toren à Zeebruges-Plage, située à proximité du village de Zwankendamme sur le territoire de la ville de Bruges, dans la province de Flandre-Occidentale en Région flamande.

## Situation ferroviaire
Établie à 1 mètre d'altitude, la gare de Zwankendamme était située au point kilométrique (PK) 7,200 de la ligne 51A, de Y Blauwe Toren à Zeebruges-Plage, entre les Gares de Lissewege et de la gare marchandise de Zeebrugge-Formation, située avant la gare de Zeebruges-Plage ou la gare de Zeebruges-Village sur la branche 51A/1 de Zeebruges-Formation à Zeebruges-Village.

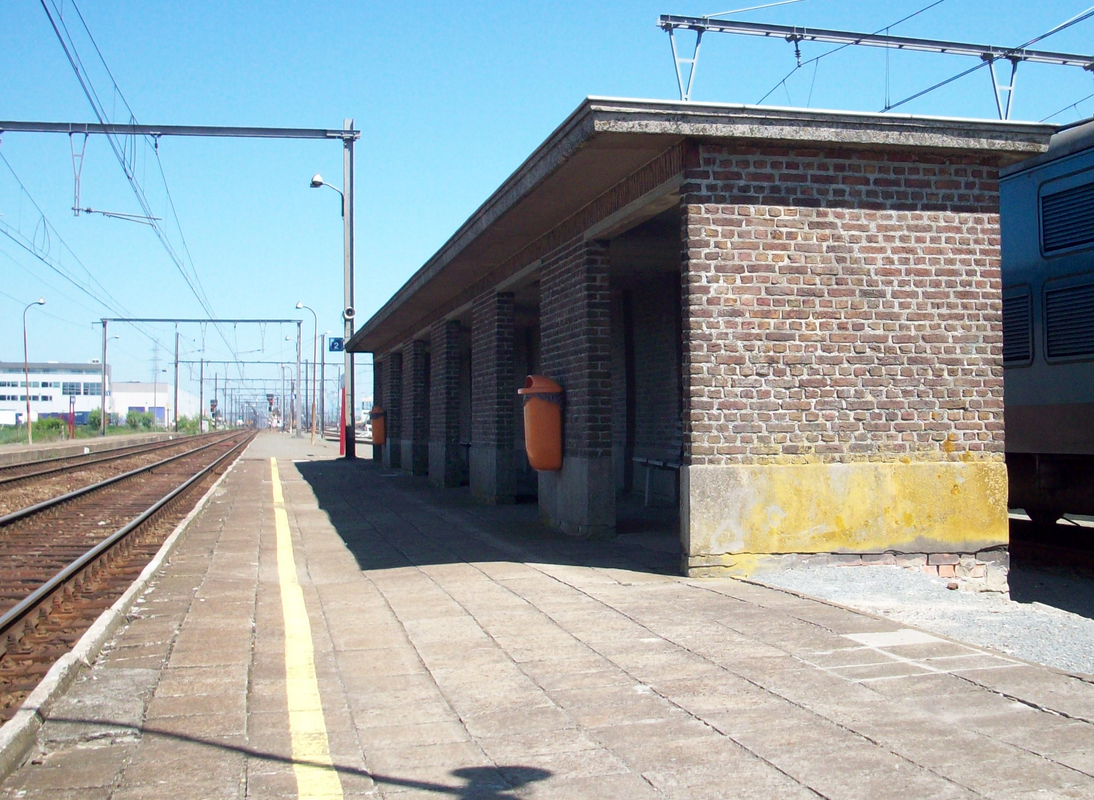
Intérieur de l'arrêt.

## Histoire
La gare, qui n'a toujours été qu'un point d'arrêt, fut établie au début des années 1930. Elle devait desservir le nouveau village de Zwankendamme qui s'était formé près de l'usine de verre (actuellement AGC Glass Europe) fondée en 1925. La rue Wulfsberge, qui mène du village à la gare, fut inaugurée en 1932. Cette rue s'appela d'ailleurs à l'origine Spoorwegstraat, c.-à-d. rue du Chemin de fer.

La gare avant sa destruction
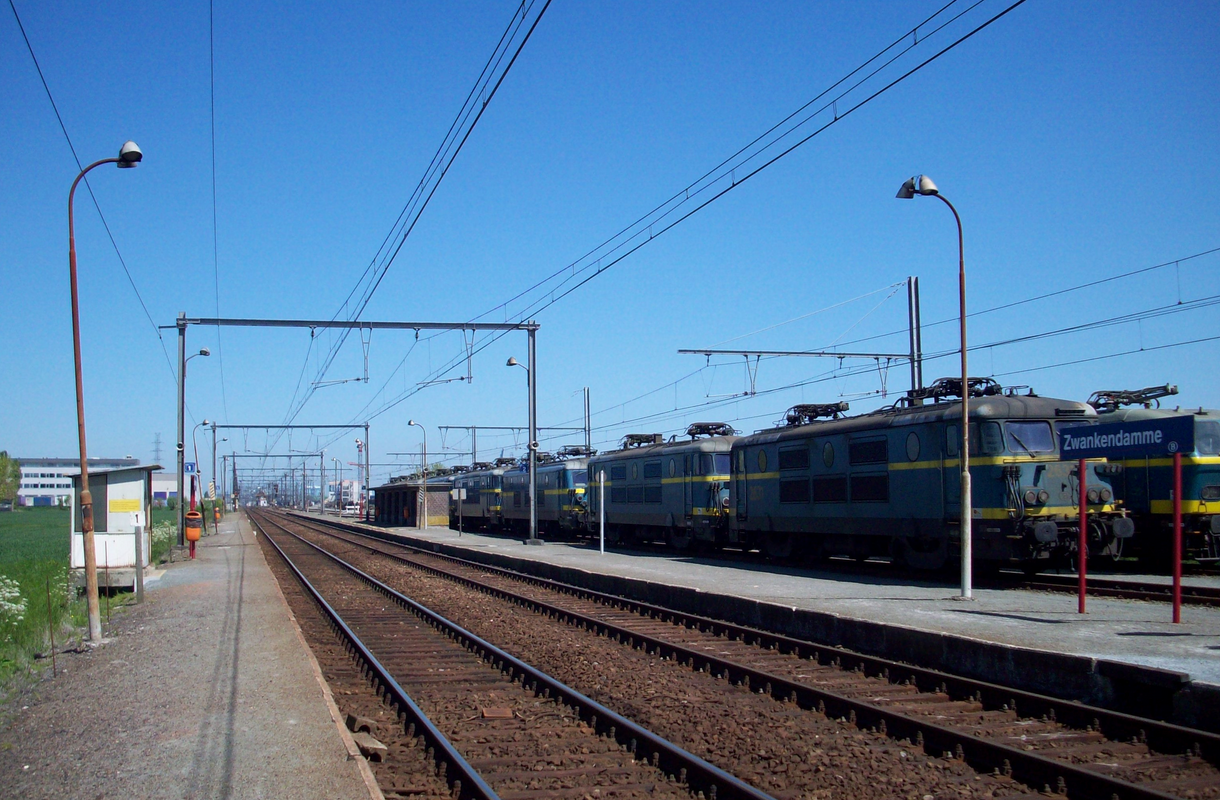
L'arrêt et ses voies de service.
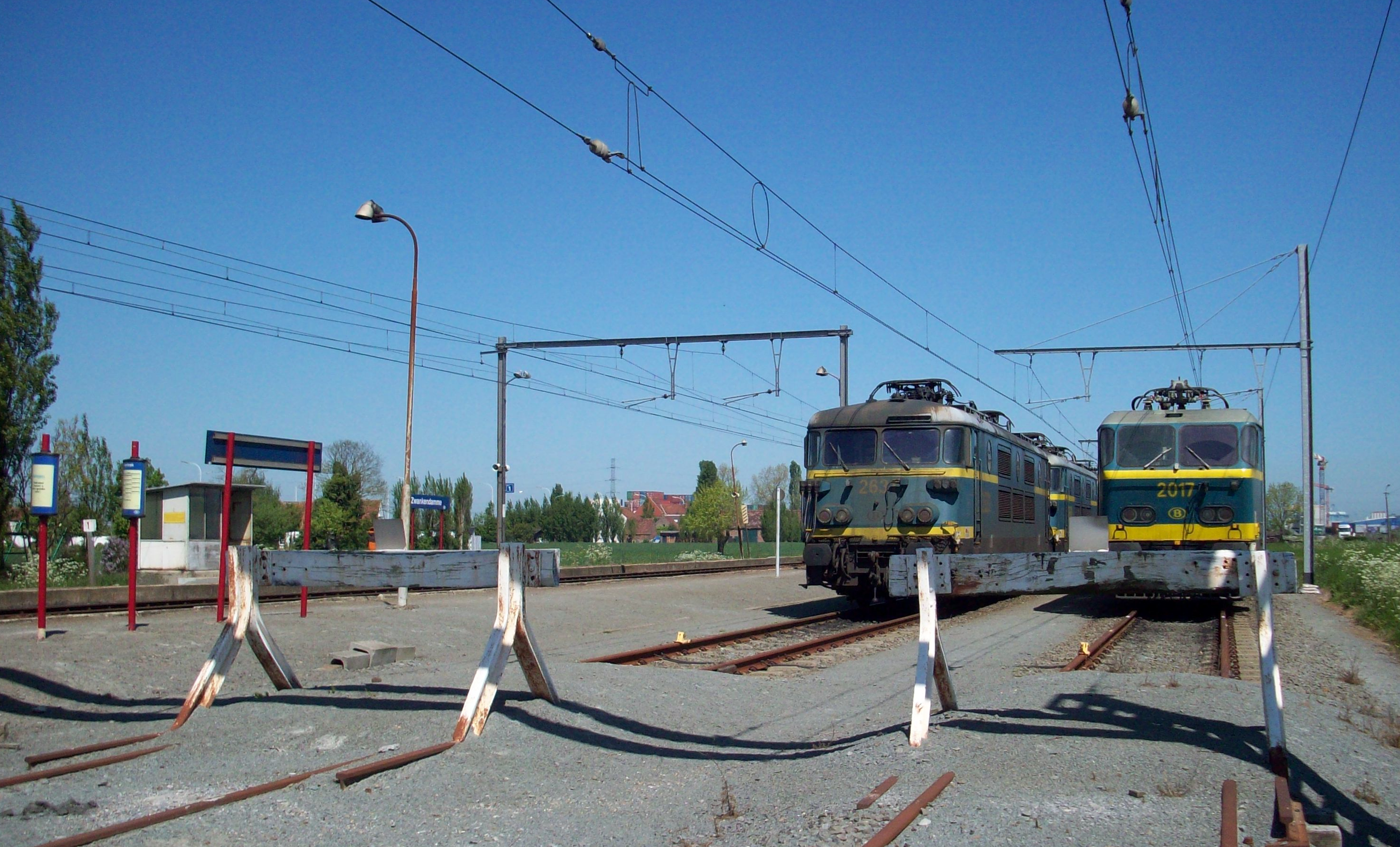
Voies de service.

La gare de Zwankendamme a disparu car Infrabel — le gestionnaire du réseau ferré belge — a fait construire à cet endroit un nouveau triage pour trains de fret pour agrandir la gare de Zeebruges-Formation. À l'automne 2013 on a commencé la construction d'un pont routier en remplacement du passage à niveau de la rue Wulfsberge, qui a également disparu.